# Гове, Мартын Янсен
Мартын Янсен (Говий) Гове — картограф, офицер Русского императорского флота.

## Биография
Мартын Янсен Гове был принят в русскую службу унтер-лейтенантом 7 марта 1715 года, произведен в поручики 1 мая 1716 года и в капитан-лейтенанты — 2 марта 1721 года и 8 декабря 1724 года был назначен капитаном над штурманами.
В 1725 году Гове в звании лоц-капитана командовал шмаком «Дегоп» и наблюдал за постановкой бакенов и вех от Кронштадта до мыса Дагерорд (Ристна).
7 января 1726 года М. Я. Гове был произведён в капитаны третьего ранга и 17 мая назначен наблюдать за маяками Финского залива. В этом же году производил описание берега от Санкт-Петербурга до Ревеля, и предложил новое устройство фейер-бакенов на островах Гохланде и Сескаре.
С 1728 года до конца своей службы командовал лоц-гальотами, будучи 23 декабря 1728 года произведен в капитаны 2-го ранга и 18 января 1733 года переименован в капитаны полковничья ранга. 4 февраля 1734 года был также назначен начальником вновь сформированной Кронштадтской штурманской роты.
В июле 1734 года, во время плавания с гальотами по Балтийскому морю, Мартын Янсен Гове был взят в плен близ Пиллау французами; по возвращении из плена в сентябре был под следствием, но взысканию за потерю гальотов по итогам служебного расследования не подвергся.
Произвел промер от Кронштадта до Толбухина маяка на север от Котлина (1731 год) и составил морские карты Финского залива от Санкт-Петербурга до Ревеля, кроме Выборгского фарватера (1732 год), и отдельно Выборгского фарватера (1733 год) и лоцию от Кронштадта до Ревеля, на немецком языке (1740 год), переведенную на русский язык Зотовым и Бергом.
23 октября 1742 году донесено было в Кабинет её Величества, что Гове «за старостью к повышению рангом не способен».
В 1743 году командовал лоц-галиотом «Тонеин», на котором в составе эскадры выходил в крейсерские плавания в Финский залив.
Мартын Янсен Гове умер в 1747 году.